# Barth Verschaeren
Bartholomeus Verschaeren (Mechelen, 18 november 1888 – aldaar, 28 december 1946) was een Belgisch kunstschilder, graficus en beeldhouwer. Hij wordt bijna steeds aangeduid als Barth Verschaeren.

## Biografie

### Jeugd en opleiding
Verschaeren was de zoon van Willem Verschaeren en Constantina Dirickx. Hij was de jongste van acht kinderen. Zijn broers Karel Verschaeren en Theodoor Verschaeren werden eveneens kunstschilder.
Vader Verschaeren, schildersgast in het Spoorwegarsenaal te Mechelen, stierf toen Verschaeren amper negen jaar oud was. Na de lagere school ging Verschaeren in de leer als decoratieschilder en volgde van 1902 tot 1908 tegelijk de avondleergangen aan de Mechelse Kunstacademie (directeur Jan Willem Rosier).
Om dit vol te houden, moest hij zijn eigen kost moest verdienen. Die zesjarige studie werd bekroond met de zilveren staatsmedaille. Op eigen houtje leerde Verschaeren Frans, Engels en Duits en studeerde hij kunstgeschiedenis.
Met zijn avontuurlijke en reislustige broer Karel bestond er een hechte band. Die was naast kunstschilder een veelgevraagd kopiist en schilderijenhersteller. Samen met Karel reisde Verschaeren door Nederland, Duitsland en Engeland. Het waren echte museum-studiereizen, die ze met karige financiële middelen ondernamen, de afstanden vaak te voet afleggend.
In 1913 verleende Verschaeren, samen met zijn broer Theodoor, zijn medewerking aan de Hanswijkcavalade: ze schilderden de praalwagen "besloten hof". Verschaeren ontwierp kostuums voor de figuranten in die stoet.

### Eerste Wereldoorlog
Bij het uitbreken van de Eerste Wereldoorlog in augustus 1914 vluchtte de familie Verschaeren naar de kust. Verschaeren en zijn broer Karel bereikten Oostende en scheepten in naar Engeland. Ze woonden er in Londen, waar ze overleefden dankzij de bij de vlucht op zak gestoken financiële middelen.
Ter plaatse bouwden ze stilaan een cliënteel op voor restauratiewerk van schilderijen. Ze gingen ook veel schetsen in de natuur, o.a. te Hampstead. Blijkbaar hadden ze geen contacten met de andere Belgische kunstenaars "in ballingschap"; we vinden hen niet terug in de groepstentoonstellingen van Belgische kunstenaars die tijdens de Eerste Wereldoorlog in Engeland plaatsvonden.
In februari 1915 keerde Verschaeren over Nederland alleen uit Londen terug naar het bezette gebied. Gedreven door bezorgdheid om het lot van zijn moeder, ging hij terug naar Mechelen, waar hij bij haar de moeilijke oorlogsjaren bracht.
De laatste oorlogsjaren luidden het begin van zijn kunstenaarscarrière in: olieverfschilderijen, pastels, aquarellen en etsen met veel voorstellingen van arbeidsters. Hij maakte portretten op bestelling met daarnaast veel eigen werk: vooral de vrouwen die in de Mechelse blekerijen bij de Zandpoortvest werkten, beeldde hij toen vaak uit, evenals de tapijtenherstelsters in de beroemde Mechelse wandtapijtateliers. Pittoreske Mechelse hoekjes vormen vaak het decor. Verschaerens stijl was toen nog uitgesproken postimpressionistisch.
Vanaf die tijd nam hij geregeld deel aan de groepstentoonstellingen voor hedendaagse kunst te Antwerpen, Brussel, Gent alsook te Mechelen (Mechelse Kunst, 1916). In 1920 hield hij te Brussel een eerste individuele tentoonstelling in de zaal Aeolian. Wel waren de kritieken in de pers unaniem gunstig, maar hij kon bijna niets verkopen.

### Naar Amerika
In 1920 nam Verschaeren de beslissing om naar de Verenigde Staten te emigreren en daar geluk en materiële welstand te zoeken. Zijn avontuurlijke broer Karel was tijdens de oorlog vanuit Engeland naar Amerika geëmigreerd en maakte hem nu enthousiast om hetzelfde te doen. In oktober 1920 vertrok Verschaeren samen met Karel en diens vrouw, die voor korte tijd uit de V.S. waren teruggekeerd, aan boord van de Finland naar New York. In Amerika woonden ze steeds op hetzelfde adres.
Het ging er hem en zijn broer relatief goed voor de wind. Ze ontvingen opdrachten voor portretten en andere bestellingen, maar profileerden zich vooral als restaurateurs van schilderijen voor particulieren.
Begin 1921 keerde Barth Verschaeren naar Mechelen terug om er te huwen met Josephina van Damme. Met zijn vrouw, een kunstschilderes die vóór zijn emigratie zijn leerlinge was geweest. Samen met haar keerde hij terug naar Amerika.
Zijn drukke arbeid als restaurateur verhinderde Verschaeren niet om ook zelf nog te schilderen. In 1921 exposeerde hij in een tentoonstelling te Chicago "Tussendek", een evocatie van het leven op het emigrantenschip. Contacten met de Amerikaanse graficus William George Reindel (° 1871) openden voor Verschaeren de deuren van verscheidene New Yorkse galerijen. Ook was Verschaeren lid van enkele Amerikaanse kunstkringen en hij nam deel aan de tentoonstellingen die ze organiseerden.
Al in december 1921 exposeerde hij "Vrouwen en kinderen" in de New Yorkse City Club in een expositie met zeven Amerikaanse schilders. Zo stuurde hij ook in 1922 het grote doek "De drie broers" uit 1920 naar het salon van de The Society of Independant Artists in het Waldorf-Astoria Hotel te New York. Het stelde Verschaeren met zijn twee broers en het zoontje van Theodoor voor. Verschaeren had het al eerder in de tentoonstelling van 1920 te Brussel geëxposeerd.
Hij organiseerde in 1922 een eenmanstentoonstelling in de galerij Civic Club met zowel "Vlaamse motieven" als werken die in New York ontstaan waren en ook met enkele kleine sculpturen. Opnieuw was de kritiek gunstig (The Evening World en New York Tribune). In enkele jaren tijd hadden Verschaeren en zijn broer Karel in Amerika een relatieve welstand weten op te bouwen en er werd stilaan aan terugkeer gedacht. De ziekte van Karel, die blind zou worden, versnelde alles. In april 1924 kwamen ze aan in Cherbourg.

### Terug in België
De nieuwe kunststroming die in België hoogtij vierde, het expressionisme, bezorgde Verschaeren een esthetische schok. Hij kapte met het postimpressionisme dat hij tot dan toe gehuldigd had, en ontwikkelde spoedig een stijl met eigen accenten, een Vlaams-expressionisme: stevige tekening, geaccentueerde omtreklijnen, herleiding van de dingen tot hun eenvoudigste vorm, genuanceerde kleurvakken. Een zekere invloed van of toch een gelijkenis met Eugène Laermans was in het begin niet ver te zoeken, evenals diens suggestie van pessimisme en tragiek (b.v. "Boer en hond"; "Rustend paard").
In 1928 kocht Verschaeren een landgoed op de grens van Walem en Sint-Katelijne-Waver bij Mechelen. Het werd het uitgangspunt van zijn latere werken rond het landelijke leven van de wijde Mechelse omgeving, een regio die hij bij voorkeur per fiets ging verkennen. In een boekje op zakformaat legde hij motieven schetsmatig vast. Portretten van dames en kinderen, baadsters, moeders met kinderen, landelijke taferelen (oogst, ploegen, veldarbeid, stallingen, ...), straatmuzikanten, zigeuners, kermistaferelen, bedevaarten en bloemstukken vormden toen zowat zijn motievengamma. Van het midden van de jaren 1930 af verdonkerde echter zijn palet.
In de jaren 30 en 40 van de voorgaande eeuw werd Barth Verschaeren een van de bekendste Vlaamse kunstenaars.

### Leraar aan de Mechelse Academie
In 1938 was Gustave Van de Woestijne met pensioen gegaan als academiedirecteur. Verschaeren solliciteerde zonder succes voor de functie van directeur van de Academie te Leuven en te Mechelen. In 1939 werd W.F. Wijnants als academiedirecteur aangesteld. Verschaeren kreeg het jaar daarop een betrekking als lesgever op 3 oktober 1940 (definitieve aanstelling 1942), dus reeds in volle oorlogstijd. Zijn benoeming in 1940 ging gepaard met een officiële huldetentoonstelling vanwege de Stad Mechelen (december 1940).

### De Tweede Wereldoorlog
In oktober 1940 kocht de Belgische Staat het schilderij "Ploegen" aan.
In juli-augustus 1941 nam Verschaeren deel aan de tentoonstelling "Zeitgenössische flämische Künstler" in het Landesmuseum te Darmstadt. Er werd daar werk getoond van James Ensor, Jules De Bruycker, Floris Jespers en Albert Servaes. Later in het jaar was er een soortgelijke tentoonstelling in Saarbrücken. Hij nam deel aan een gelijkaardige tentoonstelling van het Vlaams Verbond te Lille in 1943. In november 1942 organiseerde de Mechelse Kunst- en Cultuurclub Tijl een nieuwe individuele tentoonstelling. In januari 1943 exposeerde Verschaeren samen met beeldhouwer F. Wijnants in het Stedelijk Kunstsalon in Antwerpen.
Na de oorlog zou de deelname aan de kunstmanifestaties in Duitsland en Frankrijk hem niet in dank afgenomen worden en beschouwd worden als een vorm van "artistieke collaboratie".
Tijdens de latere oorlogsjaren leefde Verschaeren met de tot depressie stemmende dwanggedachte dat krijgsgeweld zijn schilderijen zou vernietigen. Het maakte hem ziek, hij kreeg een spraakverlamming en was een tijdlang niet in staat om les te geven. Kort na de bevrijding, in september 1944, werd zijn benoeming als academieleraar als onwettig vernietigd. Financieel getroffen door de muntsanering, moreel gekwetst door de repressie en materieel geteisterd door een V1-bom die op 29 november 1944 vele huizen in zijn straat vernielde en ook zijn woning –maar gelukkig niet zijn schilderijenvoorraad- beschadigde, werd Verschaeren steeds zieker en depressiever. Schilderen deed hij minder en minder.
Op 26 december 1946 maakte een in het leven ontgoochelde Verschaeren op de zolder van zijn woning een einde aan zijn leven. Na zijn dood geraakte deze ooit geroemde en veelzijdige kunstenaar in de vergetelheid.

## Etser
Verder beoefende Verschaeren sporadisch de etskunst. Zijn tot op heden gereconstrueerd grafisch oeuvre telt eenentwintig platen. Negentien zinketsplaten werden jaren na zijn dood teruggevonden in de dubbele bodem van een kast die destijds in zijn atelier stond. Afdrukken van zijn etsen zijn schaars; Verschaeren maakte geen grote oplagen aan. Ook had hij niet de gewoonte zijn etsen te nummeren of te signeren in de plaat. Thematisch sluiten ze heel nauw aan bij zijn schilderijen.

## Tentoonstellingen
Een klein aantal individuele tentoonstellingen leverde hem enkele positieve besprekingen in diverse bladen op: in de zaal Bouts te Leuven (1928), de Galerie Thémis te Brussel (1928), de Stadsfeestzaal te Mechelen (1933, 1936), de zaal van de Koninklijke Kunstkring te Antwerpen (1938).
In 2006-2007 was er een bescheiden retrospectieve tentoonstelling met veel werken uit privé-collecties in het Museum Hof van Busleyden in Mechelen.

## Musea
- Verzameling Belgische. Staat: "Ploegen"
- Londen, St. Jude-on-the-Hill Church : "De O.L.Vrouwkapel in de kerk St. Jude-on-the-Hill"
- Mechelen, Museum Hof van Busleyden: "Zelfportret in atelier"; "De Schovenbinders", "Jonge boerin met koe", "Laatste zelfportret", verder kopieën naar verbrande muurschilderingen in het Hof van Busleyden te Mechelen toegeschreven. aan Barend Van Orley, namelijk Festijn van Balthasar en Feestmaal van Tantalus).

- International Standard Name Identifier: 0000 0003 5872 1217
- RKD-Nederlands Instituut voor Kunstgeschiedenis: 101835
- Virtual International Authority File: 210425595